# Sarnia Skała

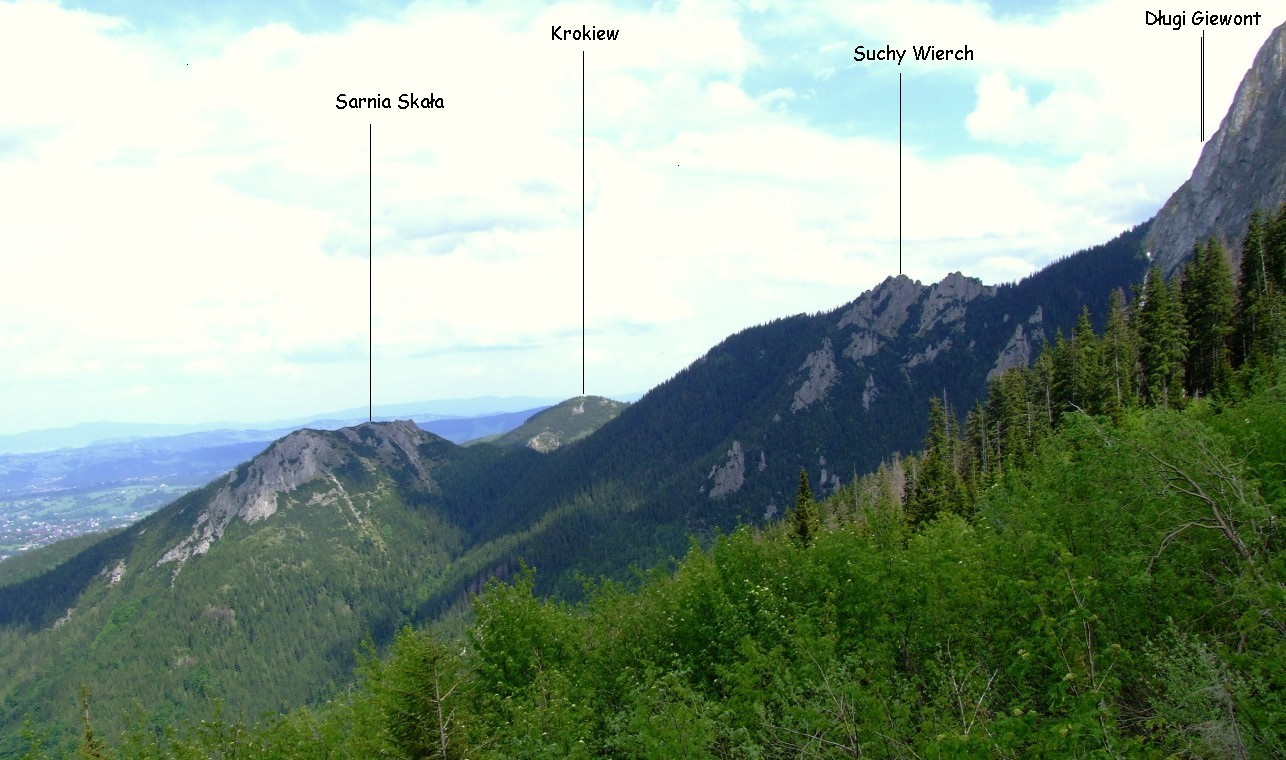
Widok z Grzybowca

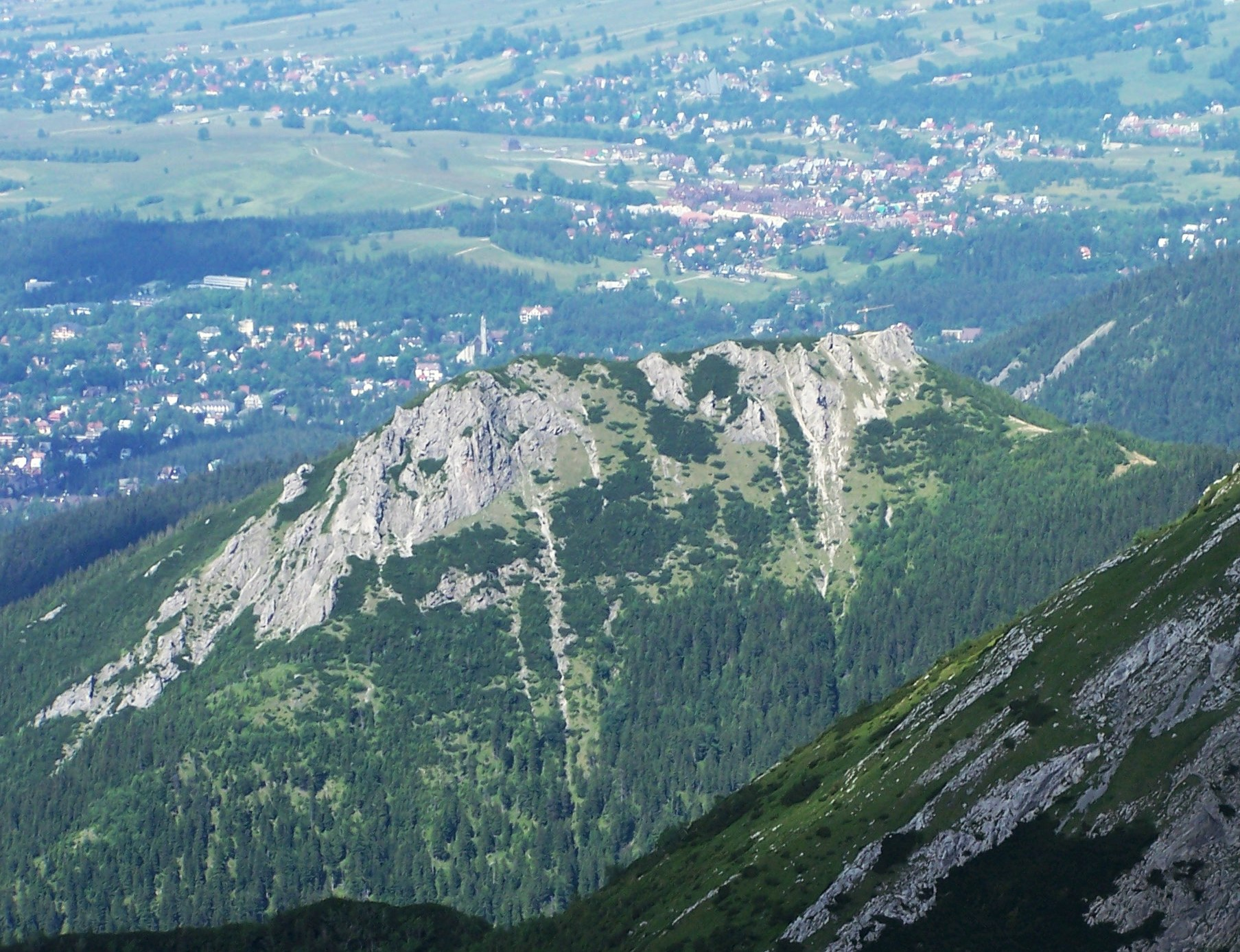
Sarnia Skała – widok z Czerwonego Grzbietu

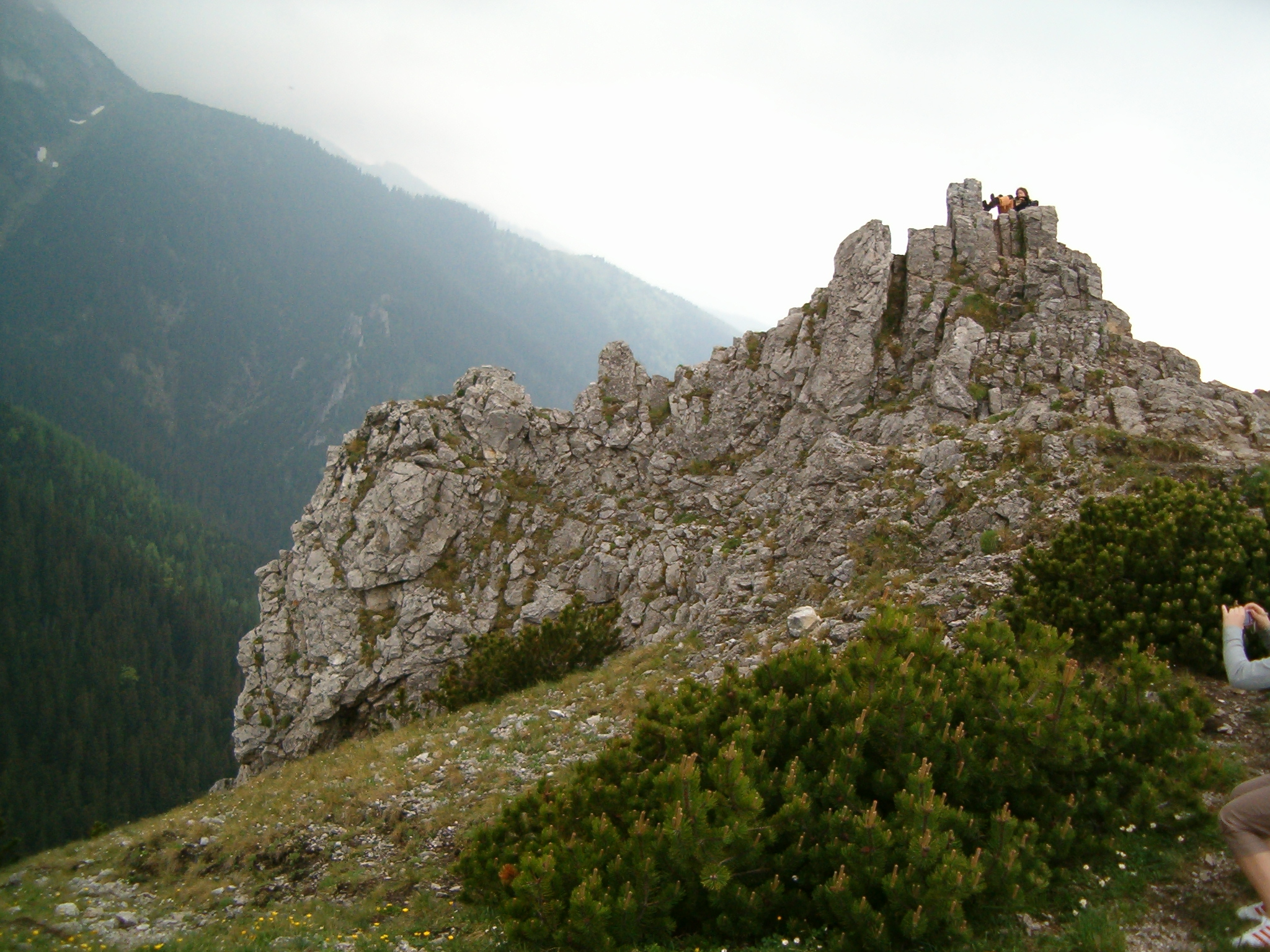
Sarnia Skała

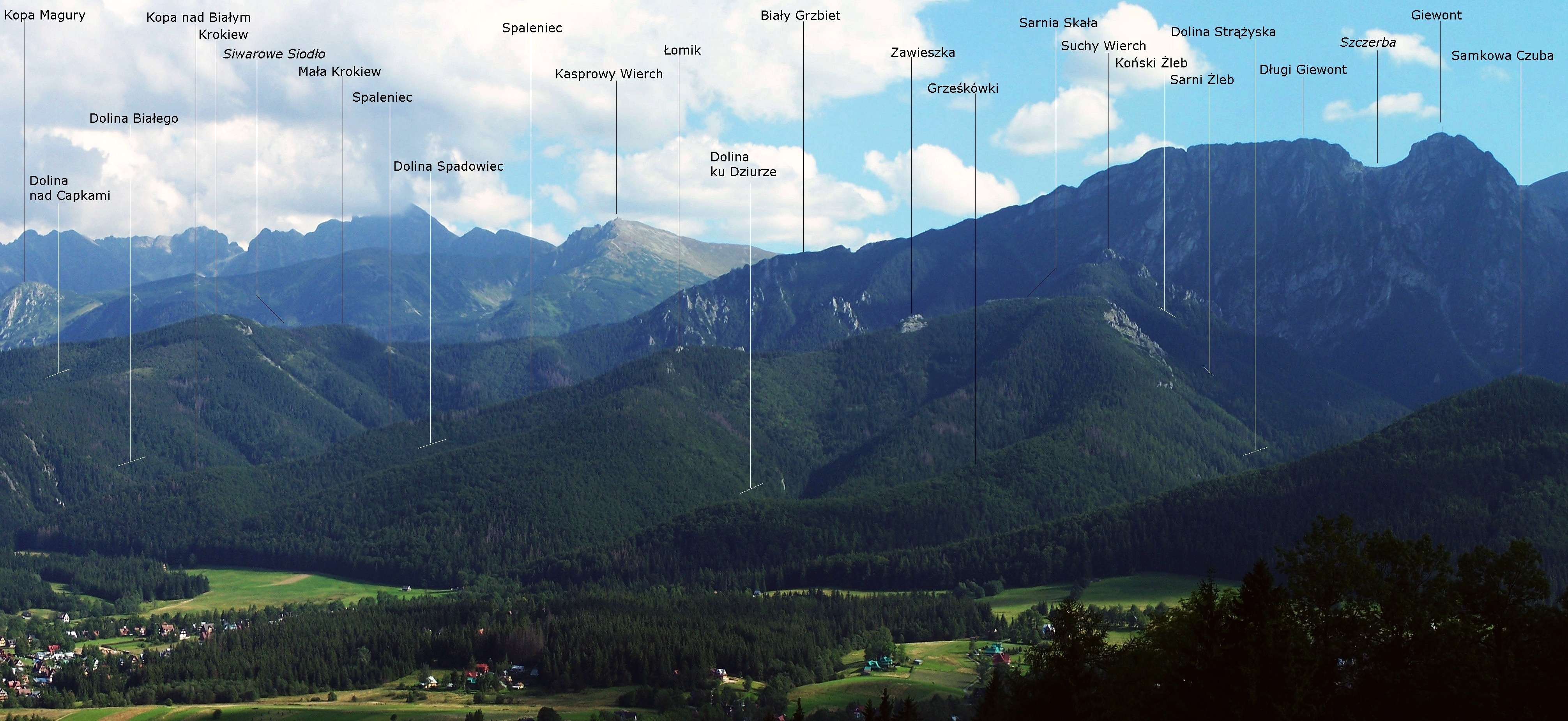
Północne grzbiety Sarniej Skały

Sarnia Skała – szczyt w pasie reglowym Tatr Zachodnich, między Doliną Białego a Doliną Strążyską. Wznosi się na wysokość 1378 m (według wcześniejszych pomiarów 1377 m).

## Topografia
Sarnia Skała tworzy skalistą grań o długości około 300 m i przebiegu równoleżnikowym. Na południu Czerwona Przełęcz (1300 m) oddziela ją od Suchego Wierchu (1539 m). Ku północy od Sarniej Skały odbiegają dwa grzbiety tworzące obramowanie dla dwóch dolin reglowych znajdujących się poniżej Sarniej Skały: doliny Spadowiec i Doliny ku Dziurze. Obydwa ramiona noszą nazwę Spaleniec:
- grzbiet północno-wschodni, w Łomiku rozgałęziający się na dwa ramiona otaczające dolinę Spadowiec,
- grzbiet północny, nieco odchylony na północny zachód, oddzielający Dolinę Strążyską od Doliny ku Dziurze. Grzbiet ten w dolnej części nazywa się Grześkówkami.

Pomiędzy tymi grzbietami z Sarniej Skały opada w północnym kierunku jeszcze grzęda dzieląca górną część Doliny ku Dziurze na dwie odnogi.

## Opis szczytu
Sarnia Skała zbudowana jest z wapieni dolomitowych. Pod jej skalistymi ścianami znajduje się niewielka, zarastająca kosodrzewiną polana. Dawniej Sarnią Skałę nazywano Małą Świnicą, Świniczką lub Świnią Skałą i była ona intensywnie penetrowana przez poszukiwaczy skarbów (na skałach zachowały się do tej pory wyryte przez nich znaki).
Sarnia Skała jest w sezonie turystycznym zwykle masowo oblegana przez turystów. Z jej szczytu jest doskonały widok na masyw Giewontu, a w drugą stronę na Zakopane.

## Przyroda
Na Sarniej Skale stwierdzono występowanie wielu gatunków roślin rzadkich w Polsce (m.in. storzan bezlistny (ostatnio nie potwierdzono jego występowania, na opisanym stanowisku wyginął), sosna drzewokosa, ostrożeń głowacz, jarząb nieszpułkowy, irga kutnerowata), lub pospolitych na niżu, ale rzadkich w Karpatach (mącznica lekarska). W zaroślach kosodrzewiny w 2003 r. A. Roniker znalazł grzybówkę pomarańczowoblaszkową. Było to pierwsze znane stanowisko tego grzyba w Polsce.
Sarnia Skała jest interesująca dla botaników i wielbicieli roślin tatrzańskich. Na jej gołych skałach pięknie zakwitają gatunki roślin wapieniolubnych, m.in. dębik ośmiopłatkowy i dzwonek jednostronny. Rośnie tutaj także miniaturowa krzewinka – wierzba alpejska, omieg kozłowiec, różeniec górski, jaskier alpejski, kilka gatunków skalnic i wiele innych. Na zboczach Sarniej Skały i w dolinach reglowych wokół niej sztucznie wprowadzono modrzewia japońskiego oraz drzewiastą kosodrzewinę wyhodowaną z nasion pochodzących z alpejskiej kosodrzewiny. W czasie zjazdu Polskiego Towarzystwa Botanicznego w Zakopanem w czerwcu 1956, podczas poszukiwań na szczycie jarząbu nieszpułkowego, odnaleziono inny gatunek jarząbu, nie notowany dotąd w Polsce, a mianowicie jarząb turyngski (Sorbus ×thuringiaca (Nyman) Schonach). Jest to mieszaniec jarząbu pospolitego i mącznego. Egzemplarz z Sarniej Skały rósł wśród kosodrzewiny od strony Zakopanego, 10 m od grani, w miejscu największego obniżenia dwóch ostatnich wierzchołków (na ostatnim stała wtedy wieża triangulacyjna). Drzewko miało podówczas około 2 m wysokości.
Na Sarniej Skale obserwuje się zjawisko obniżenia wszystkich pięter roślinności o nawet 200 m. Górna granica lasu schodzi tutaj rekordowo do 1300 m n.p.m. Tak zwany fenomen Sarniej Skały spowodowany jest zacieniającym działaniem potężnych ścian Giewontu znajdujących się po jej południowej stronie w bezpośredniej bliskości oraz silnymi północno-zachodnimi wiatrami wiejącymi z Przełęczy w Grzybowcu.

## Szlaki turystyczne
Ścieżka nad Reglami, odcinek: Kuźnice – Hala Kalatówki – skrzyżowanie ze szlakiem żółtym z Doliny Białego – Czerwona Przełęcz – Polana Strążyska. Na polance w rejonie przełęczy od ścieżki odchodzi odgałęzienie szlaku na Sarnią Skałę.
- Czas przejścia z Kalatówek na przełęcz: 1:25 h, z powrotem 1 h
- Czas przejścia z przełęczy na Polanę Strążyską: 35 min, ↑ 50 min
- Czas przejścia z przełęczy na Sarnią Skałę: 10 min, ↓ 10 min